# Amstel Gold Race femminile 2023

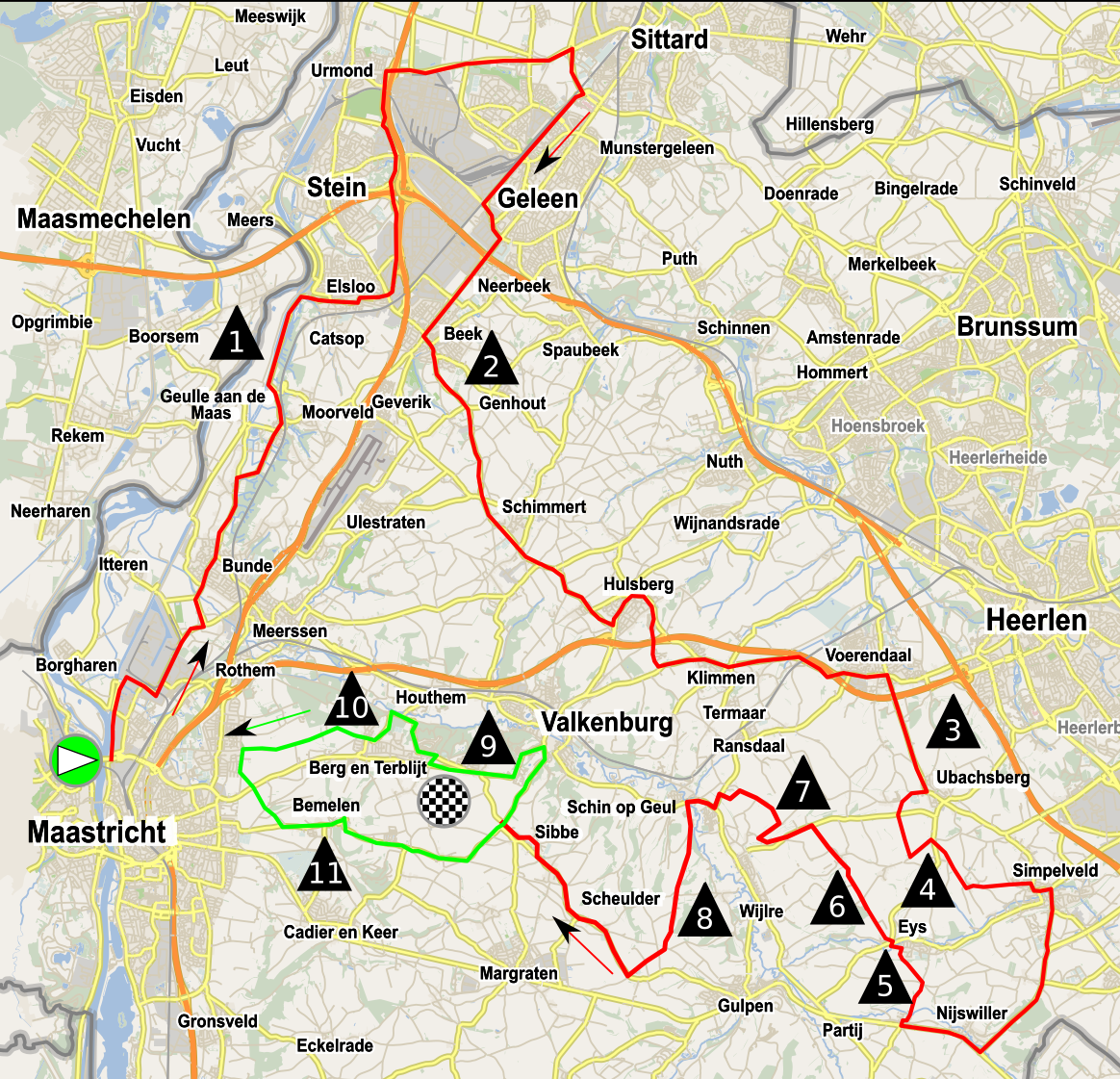
Tracciato della corsa

L'Amstel Gold Race femminile 2023, nona edizione della corsa e valevole come dodicesima prova dell'UCI Women's World Tour 2023 categoria 1.WWT, si svolse il 16 aprile 2023 su un percorso di 155,8 km, con partenza da Maastricht e arrivo a Berg en Terblijt, nei Paesi Bassi. La vittoria andò all'olandese Demi Vollering, la quale completò il percorso in 4h06'54", alla media di 37,861 km/h, precedendo la belga Lotte Kopecky e la connazionale Shirin van Anrooij.
Sul traguardo di Berg en Terblijt 86 cicliste, delle 142 partite da Maastricht, portarono a termine la competizione.

## Squadre e corridori partecipanti
| N.      | Cod. | Squadra                |
| ------- | ---- | ---------------------- |
| 1-6     | FDJ  | FDJ-Suez               |
| 11-16   | SDW  | Team SD Worx           |
| 21-26   | DSM  | Team DSM               |
| 31-36   | JVW  | Team Jumbo-Visma       |
| 41-46   | TFS  | Trek-Segafredo         |
| 51-56   | MOV  | Movistar Team Women    |
| 61-66   | CSR  | Canyon-SRAM Racing     |
| 71-76   | LIV  | Liv Racing TeqFind     |
| 81-86   | HPW  | Human Powered Health   |
| 91-96   | FED  | Fenix-Deceuninck       |
| 101-106 | TIB  | EF Education-Tibco-SVB |
| 111-116 | UXT  | Uno-X Pro Cycling Team |

| N.      | Cod. | Squadra                         |
| ------- | ---- | ------------------------------- |
| 121-126 | UAD  | UAE Team ADQ                    |
| 131-136 | JAY  | Team Jayco AlUla                |
| 141-146 | CGS  | Israel Premier Tech Roland      |
| 151-156 | PHV  | Parkhotel Valkenburg            |
| 161-166 | AGS  | AG Insurance-Soudal Quick-Step  |
| 171-176 | LDL  | Lotto Dstny Ladies              |
| 181-186 | DCH  | Duolar-Chevalmeire Cycling Team |
| 191-196 | DRP  | Lifeplus Wahoo                  |
| 201-206 | COF  | Cofidis Women Team              |
| 211-216 | GKR  | GT Krush Rebellease             |
| 221-226 | HPU  | Team Coop-Hitec Products        |
| 231-236 | WNT  | Ceratizit-WNT Pro Cycling       |

## Ordine d'arrivo (Top 10)
| Pos. | Corridore          | Squadra      | Tempo    |
| ---- | ------------------ | ------------ | -------- |
| 1    | Demi Vollering     | SD Worx      | 4h06'54" |
| 2    | Lotte Kopecky      | SD Worx      | a 8"     |
| 3    | Shirin van Anrooij | Trek         | s.t.     |
| 4    | K. Niewiadoma      | Canyon       | s.t.     |
| 5    | Soraya Paladin     | Canyon       | s.t.     |
| 6    | Grace Brown        | FDJ          | s.t.     |
| 7    | Pfeiffer Georgi    | DSM          | s.t.     |
| 8    | Ashleigh Moolman   | AG Insurance | s.t.     |
| 9    | Silvia Persico     | UAE          | s.t.     |
| 10   | C. Uttrup Ludwig   | FDJ          | s.t.     |